# Otto Livonius

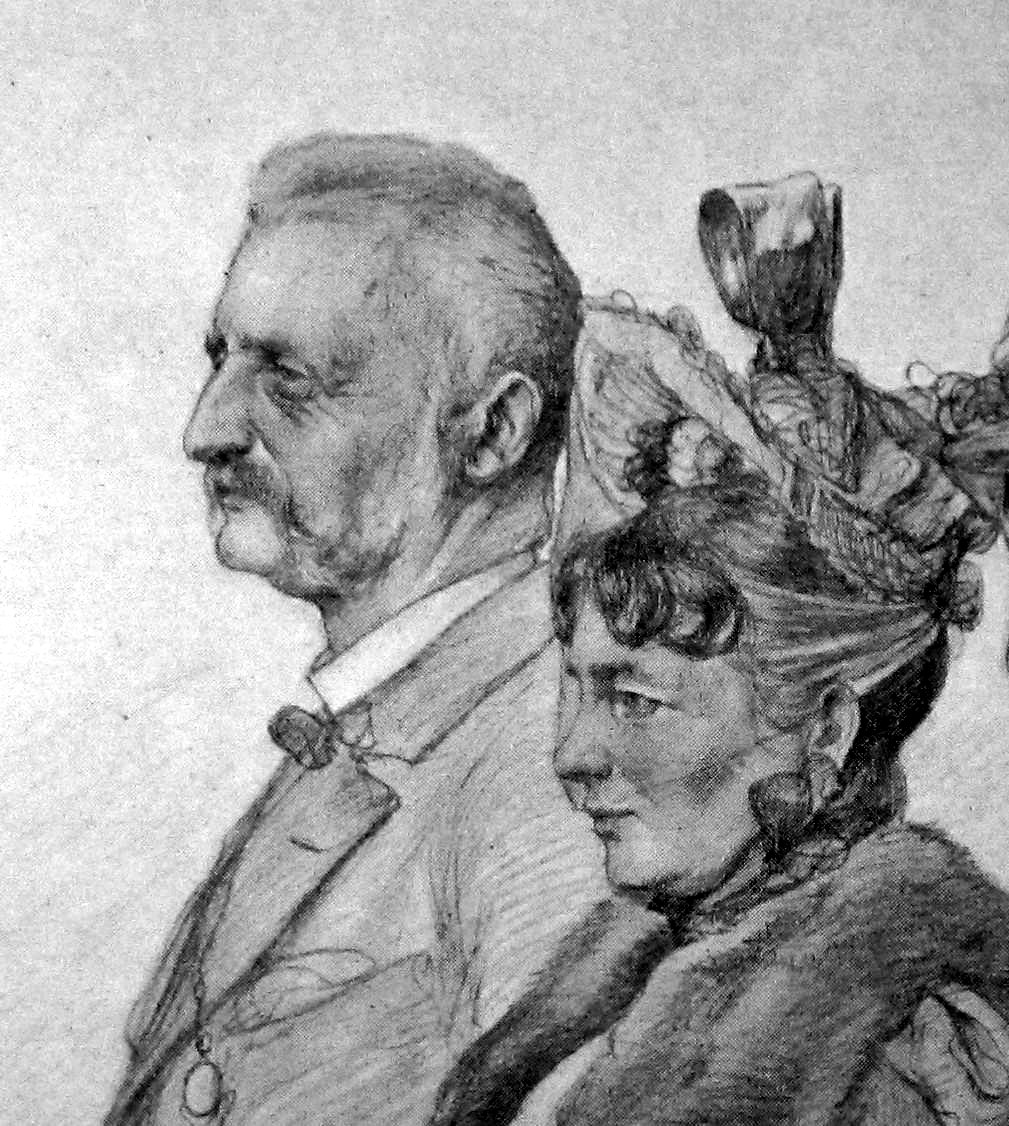
Otto Livonius und Frau, 1893

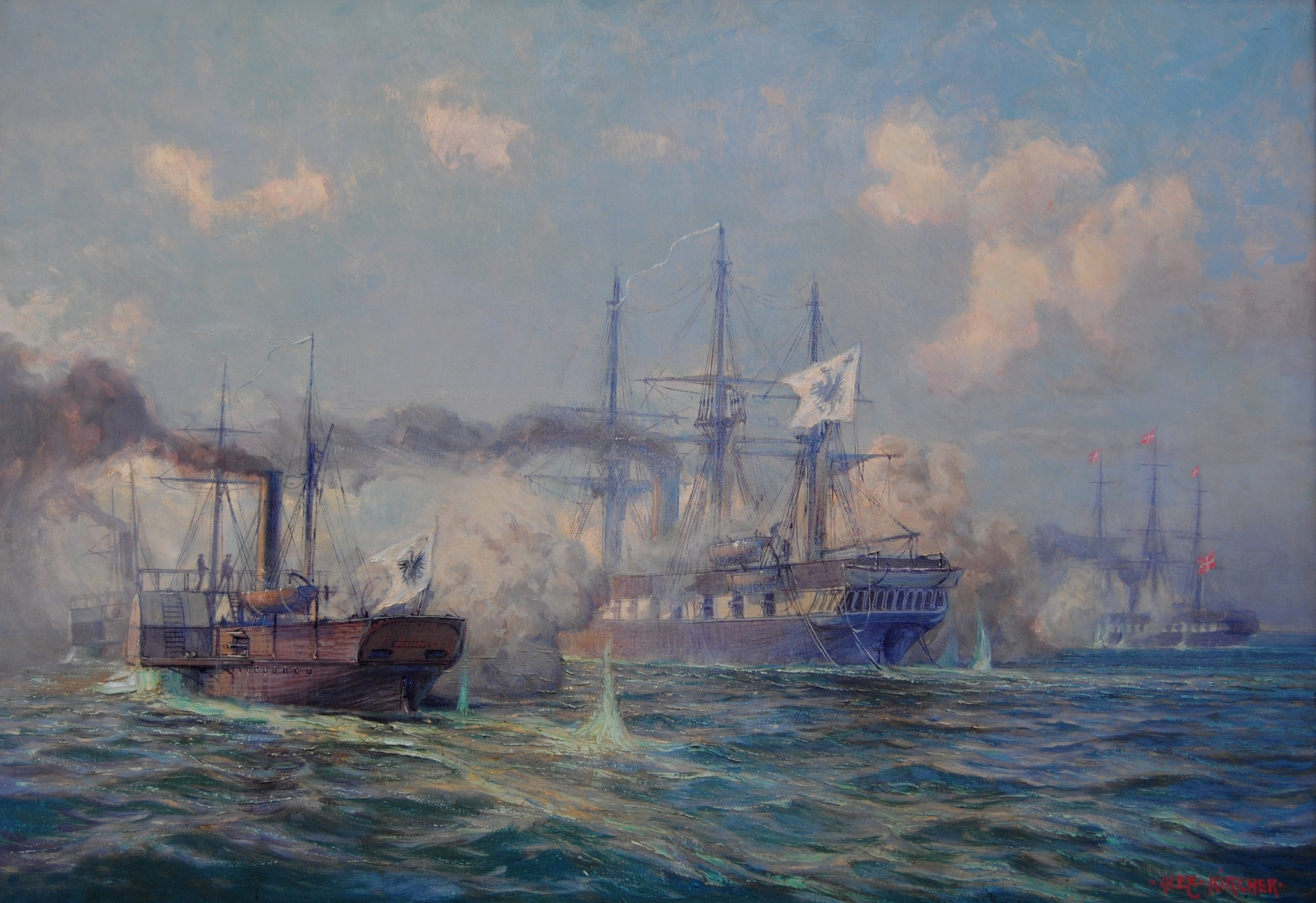
Loreley, Nymphe und Sjaelland im Gefecht, 1864.

Otto Daniel Livonius (* 1. April 1829 in Wolgast; † 9. Februar 1917 in Berlin) war ein deutscher Vizeadmiral.

## Leben

### Herkunft
Er war ein Sohn des königlich-preußischen Postmeisters und Hauptmanns a. D. Daniel Livonius und seiner Ehefrau Pauline, geborene Teichelmann. Der spätere preußische Generalleutnant Wilhelm von Livonius war sein Bruder.

### Karriere
Livonius verließ 1848 in Berlin die Schule als Primaner und fuhr zu See. Nach sechsmonatiger Seefahrt auf dem Vollschiff Washington trat er am 7. Dezember 1848 in Stettin in die Preußische Marine ein. Im Deutsch-Dänischen Krieg 1864 war Livonius Erster Offizier auf der Korvette Nymphe. Im Seegefecht bei Jasmund am 17. März 1864 wurde er verwundet. Der Verband stand unter der Führung des Kapitäns zur See Eduard von Jachmann. Als erster deutscher Seeoffizier erhielt Livonius den Roten Adlerorden IV. Klasse mit Schwertern.
Im Krieg gegen Frankreich war Livonius vom 19. Juli 1870 bis zum 27. April 1871 Kommandant des Panzerschiffs Arminius. Er stellte das Schiff bei Kriegsausbruch in Danzig in Dienst. Es gelang ihm der Durchbruch durch die französische Blockade in der Deutschen Bucht nach Wilhelmshaven. Von dort war er im Aufklärungsdienst eingesetzt.
1875/76 war Livonius Kommodore des Ostasiengeschwaders und zugleich Kommandant der Panzerfregatte Kronprinz. Anschließend war er vom 16. Februar 1877 bis zum 12. Dezember 1881 Oberwerftdirektor der Kaiserlichen Werft Danzig. Am 15. Februar 1881 wurde Livonius zum Konteradmiral befördert. Livonius beteiligte sich 1881, unterstützt von Bismarck und Innenminister von Puttkamer, am Wahlkampf zum Reichstag – jedoch mit nur mäßigem Erfolg: Er wurde nicht gewählt. Vom 13. Dezember 1881 an war Livonius Direktor in der Kaiserlichen Admiralität und wurde am 27. Dezember 1883 unter Verleihung des Charakters als Vizeadmiral zur Disposition gestellt. Am 2. Februar 1884 wurde er zu den verabschiedeten Offizieren überführt.
Livonius war nach seiner Verabschiedung aus dem aktiven Dienst in der Wirtschaft tätig. Im Dezember 1884 wurde er als Vertreter der A.G. Germania in den Vorstand des Vereins Deutscher Seewerften e.V. gewählt.

### Familie
Livonius war mit Louise Radmann verheiratet.

## Schriften
- Die Marine des Norddeutschen Bundes, ihre Bedeutung und ihre bisherige Entwicklung nebst einer erläuternden Angabe aller gesetzlichen Bestimmungen über die Aufnahme in den Dienst der königlichen Marine und der Aussichten der Aufgenommenen. Liebrecht, Berlin 1869. 44 S. mit vier Abb.
- Unsere Flotte im deutsch-französischen Kriege. Mittler & Sohn, Berlin 1871, 49 S.
- Colonialfrage. Berlin 1900. 68 S.
- Über die Vorrichtungen zur Rettung von Menschenleben bei See-Unfällen. Berlin 1900. 30 S.